# تپه امامزاده چپقان
تپه امامزاده چپقان مربوط به سده‌های میانی دوران‌های تاریخی پس از اسلام است و در شهرستان مشگین‌شهر، بخش مشکین شرقی، دهستان قره سو، روستای چپقان واقع شده و این اثر در تاریخ ۲۸ شهریور ۱۳۸۶ با شمارهٔ ثبت ۱۹۷۳۷ به‌عنوان یکی از آثار ملی ایران به ثبت رسیده است.